# Oliver Crawford
Oliver Crawford (Spartanburg, 30 de abril de 1999) es un tenista profesional estadounidense nacionalizado británico. 

## Trayectoria
Crawford empezó a jugar al tenis a los dos años. Sus padres no tenían experiencia en este deporte. Son de Birmingham, Inglaterra, y se mudaron a Spartanburg (Carolina del Sur) para trabajar, antes de que él naciera. Se graduó de Laurel Springs School, una escuela secundaria en línea con sede en California, y asistió a la Universidad de Florida. Fue nombrado Novato del Año de la SEC y, antes de convertirse en profesional en 2020, formó parte del Primer Equipo All-SEC en dos ocasiones y fue tres veces All-America de la ITA.